# Račkovo sedlo
Račkovo sedlo je široké holinné sedlo v nadmořské výšce 1958 m v hlavním hřebeni Západních Tater uzavírající Račkovu dolinu. Nachází se na slovensko-polské státní hranici nedaleko širokého masivu Hrubého vrchu. Je vtěsnané mezi Končistou a mohutný Klin. Pod strmým srázem pod sedlem jsou v ledovcovém kotli Račkove plesá v nadmořské výšce 1717, která se při dostatku vody slijí do jednoho plesa.

## Rozhled
Ze sedla je pěkný rozhled na Račkovu dolinu, masiv Kečky a na polskou stranu Tater.

## Turistika
Přes sedlo vede červená turistická značka od Sivého vrchu do Pyšného sedla a žlutá turistická značka od ústí Račkové doliny, která v něm končí.

## Přístup
- Po  značce z Hrubého vrchu, trvání 0:45 hodiny
- Po  značce z Klinu, trvání 0:35 hodiny
- Po  značce z Račkové doliny, trvání 4:05 hodiny